# Anaximandre (cràter)
Anaximandre (Ἀναξίμανδρος en grec) és un cràter d'impacte localitzat prop de l'extrem nord-oest de la Lluna. Es troba unit en la seva vora nord amb el cràter Carpenter, una formació més recent i millor definida. Al sud-est es troba el cràter J. Herschel, molt més gran, que és un tipus de formació conegut com a plana emmurallada.

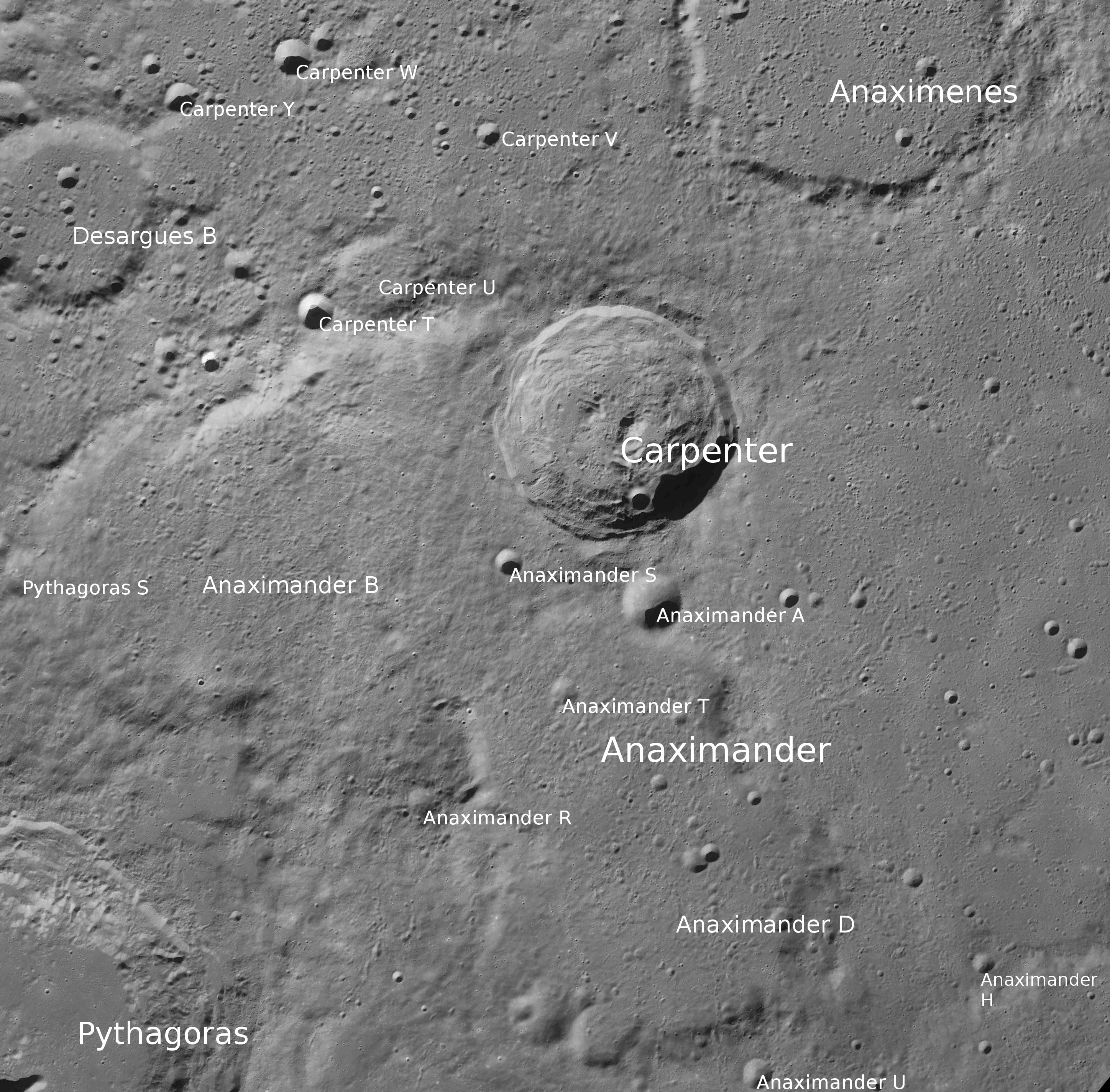
Entorn d'Anaximandre. Fotografia de la missió LRO

La paret exterior del cràter es troba molt desgastada i erosionada, amb múltiples osques i trencaments. No té pic central però el seu sòl conté diversos cràters petits i una infinitat de petits clots resultat d'impactes menors. El cràter està fusionat en el seu costat sud amb el seu cràter satèl·lit Anaximandre D, que és major que el cràter principal, havent-hi una àmplia ruptura de les seves vores comunes a la zona on s'uneixen.
El cràter rep el seu nom del filòsof i astrònom grec del segle vi aC Anaximandre.

## Cràters satèl·lit

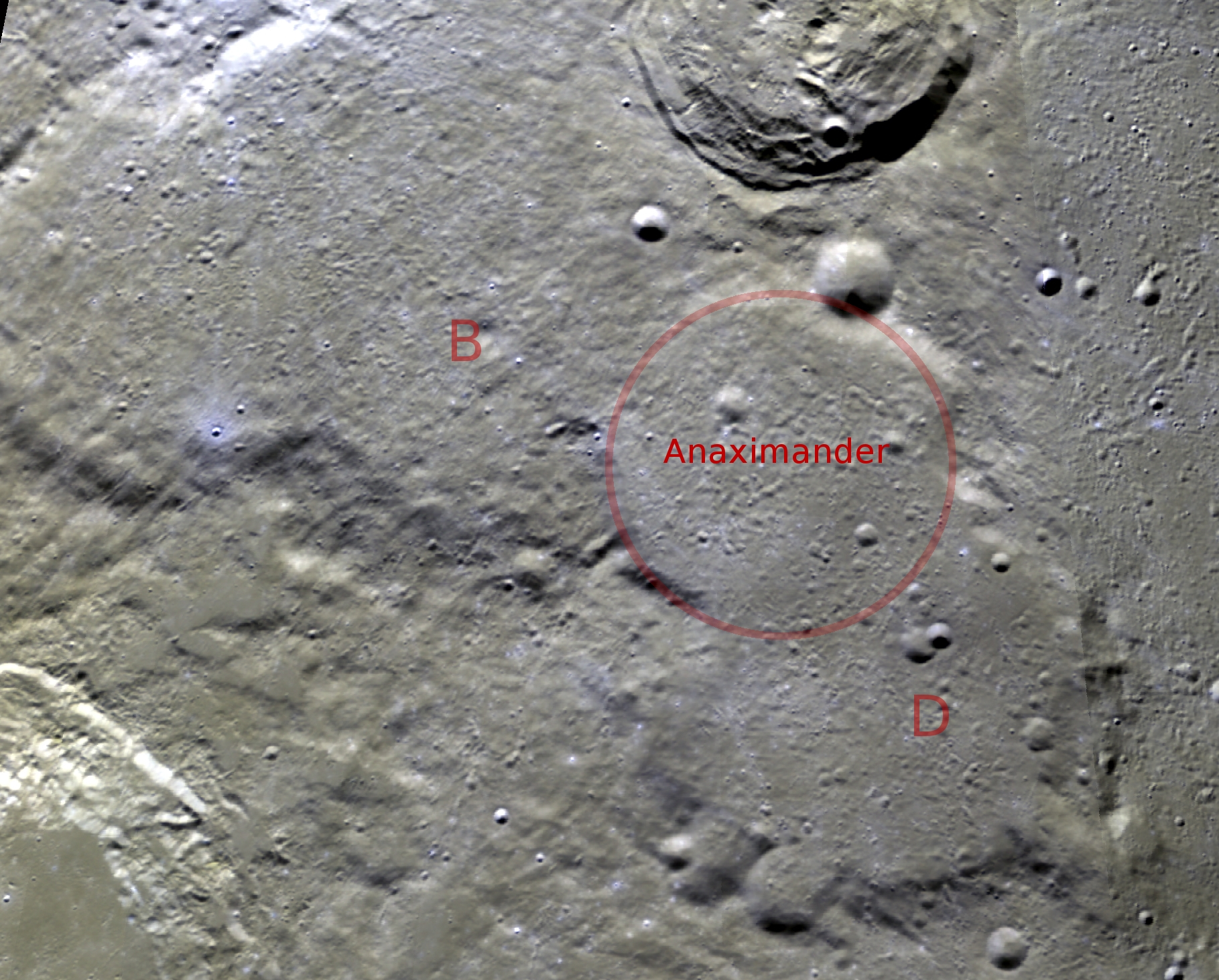
Anaximandre i els seus dos majors cràters satèl·lit

Els cràters satèl·lit són petits cràters situats propers al cràter principal, rebent el mateix nom que aquest cràter acompanyat d'una lletra majúscula complementària (fins i tot si la formació d'aquests cràters és independent de la formació del cràter principal). Per convenció, aquests elements són identificades en mapes lunars posant la lletra en el costat del punt mitjà del cràter que es trobi més proper a Anaximandre.
|             | \| Anaximandre \| Coordenades \| Diàmetre \| \| ----------- \| ------------------------------------ \| -------- \| \| A \| 68° 00′ N, 50° 12′ O / 68.0°N,50.2°O \| 16 km \| \| B \| 67° 48′ N, 60° 42′ O / 67.8°N,60.7°O \| 78 km \| \| D \| 65° 24′ N, 50° 06′ O / 65.4°N,50.1°O \| 92 km \| \| H \| 65° 12′ N, 40° 48′ O / 65.2°N,40.8°O \| 9 km \| \| R \| 66° 12′ N, 54° 54′ O / 66.2°N,54.9°O \| 8 km \| \| S \| 68° 18′ N, 53° 24′ O / 68.3°N,53.4°O \| 7 km \| \| T \| 67° 12′ N, 52° 00′ O / 67.2°N,52.0°O \| 7 km \| \| U \| 64° 06′ N, 48° 18′ O / 64.1°N,48.3°O \| 8 km \| |          |
| Anaximandre | Coordenades | Diàmetre |
| A           | 68° 00′ N, 50° 12′ O / 68.0°N,50.2°O | 16 km    |
| B           | 67° 48′ N, 60° 42′ O / 67.8°N,60.7°O | 78 km    |
| D           | 65° 24′ N, 50° 06′ O / 65.4°N,50.1°O | 92 km    |
| H           | 65° 12′ N, 40° 48′ O / 65.2°N,40.8°O | 9 km     |
| R           | 66° 12′ N, 54° 54′ O / 66.2°N,54.9°O | 8 km     |
| S           | 68° 18′ N, 53° 24′ O / 68.3°N,53.4°O | 7 km     |
| T           | 67° 12′ N, 52° 00′ O / 67.2°N,52.0°O | 7 km     |
| U           | 64° 06′ N, 48° 18′ O / 64.1°N,48.3°O | 8 km     |